# 江陵镇 (南充市)
江陵镇，是中华人民共和国四川省南充市高坪区下辖的一个乡镇级行政单位。清朝至1981年間稱羅家場。

## 名稱沿革
清康熙初年兴场，稱罗家场，宣统二年设乡，名罗家乡。大躍進期間，改为罗家人民公社，1966年文革改名为英勇公社，70年代恢得原名。1981年地名普查，因“罗家”在地区内有重复，更名为江陵公社，以南充国县县治江陵坝而得名。1984年改公社为乡，1992年成立江陵镇至今。

## 行政区划
江陵镇下辖以下地区：
新正街社区、吊马坝村、十圣宫村、琴台寺村、唐家堰村、曹家沟村、堰水沟村、茶盘垭村、三房沟村、谢家坝村、牌坊村、双拱桥村、焦家沟村、元宝山村、江陵坝村、白陀寺村、亮垭子村和十二村。